# Stefan Olsson
Ne doit pas être confondu avec Staffan Olsson, handballeur suédois.
Stefan Olsson, né le 24 avril 1987 à Falun, est un joueur de tennis en fauteuil professionnel suédois.
Double médaillé paralympique, il s'est notamment adjugé la médaille d'or à Londres en 2012 en double, associé à Peter Wikström.
Il intègre le top 10 mondial en 2008 et dispute son premier Grand Chelem à Roland-Garros. L'année suivante, il s'impose à l'US Open en double. Début 2011, il a atteint la deuxième place mondiale.
Vainqueur du Masters en 2008 et 2010, il a remporté son premier tournoi du Grand Chelem en simple en 2017 à Wimbledon contre Gustavo Fernández.

## Palmarès

### Jeux paralympiques
- Jeux paralympiques d'été de 2008 à Pékin
  -  médaillé d'argent en double messieurs avec Peter Wikström

- Jeux paralympiques d'été de 2012 à Londres
  -  médaillé d'or en double avec Peter Wikström

### Tournois du Grand Chelem

#### Victoires en simple (2)
| Année | Tournoi   | Adversaire en finale | Score         |
| 2017  | Wimbledon | Gustavo Fernández    | 7-5, 3-6, 7-5 |
| 2018  | Wimbledon | Gustavo Fernández    | 6-2, 0-6, 6-3 |

#### Victoires en double (4)
| Année | Tournoi          | Partenaire      | Adversaires en finale            | Score         |
| 2009  | US Open          | Stéphane Houdet | Maikel Scheffers / Ronald Vink   | 6-4, 4-6, 6-4 |
| 2010  | Wimbledon        | Robin Ammerlaan | Stéphane Houdet / Shingo Kunieda | 6-4, 7-64     |
| 2019  | Open d'Australie | Joachim Gérard  | Stéphane Houdet / Ben Weekes     | 6-3, 6-2      |
| 2019  | Wimbledon        | Joachim Gérard  | Alfie Hewett / Gordon Reid       | 6-4, 6-2      |

### Masters

#### Victoires au Masters en simple (2)
| Année | Lieu      | Finaliste       | Résultat      |
| ----- | --------- | --------------- | ------------- |
| 2008  | Amsterdam | Robin Ammerlaan | 6-3, 4-6, 6-3 |
| 2010  | Amsterdam | Stéphane Houdet | 6-4, 7-5      |

#### Victoires au Masters en double (1)
| Année | Lieu    | Partenaire     | Finalistes                     | Résultat      |
| ----- | ------- | -------------- | ------------------------------ | ------------- |
| 2008  | Bergame | Peter Wikström | Maikel Scheffers / Ronald Vink | 6-4, 2-6, 7-5 |